# Leptogenys neutralis
Leptogenys neutralis é uma espécie de formiga do gênero Leptogenys, pertencente à subfamília Ponerinae.